# Lorenzo Ornaghi
Lorenzo Ornaghi (ur. 25 października 1948 w Villasanta) – włoski politolog, dziennikarz, rektor Katolickiego Uniwersytetu Najświętszego Serca w Mediolanie, od 2011 do 2013 minister kultury w rządzie Maria Montiego.

## Życiorys
Lorenzo Ornaghi ukończył studia na wydziale nauk politycznych Katolickiego Uniwersytetu Najświętszego Serca w Mediolanie w 1972. Pozostał na uczelni, prowadząc prace badawcze aż do 1987, kiedy to został zatrudniony jako wykładowca Uniwersytetu w Teramo. Wrócił na swą Alma Mater w 1990, zostając profesorem na wydziale nauk politycznych u boku Gianfranca Miglio. Wkrótce został wicerektorem, a w 2002 rektorem uniwersytetu. Na ten sam urząd został wybrany po raz kolejny w 2006 i trzeci raz w 2010.
Jest autorem esejów i artykułów naukowych w specjalistycznych periodykach i prasie włoskiej i obcej. Przedmiotem jego badań są systemy polityczne i problem integracji polityczno-instytucjonalnej Europy. Zajmuje się też Konstytucją europejską.
Lorenzo Ornaghi został także dyrektorem Wyższej Szkoły Ekonomii i Stosunków Międzynarodowych (wł. Alta Scuola di Economia e Relazioni Internazionali), dyrektorem czasopisma "Vita e pensiero", zastępcą naczelnego redaktora dziennika "Avvenire", wiceprezydentem mediolanskiej Fondazione Vittorino Colombo, członkiem Rady Dyrektorów Fondazione Policlinico IRCCS w Mediolanie. W latach 2001–2006 był prezesem Agenzia per le Onlus. W 2006 otrzymał mediolańską nagrodę, przyznawaną przez władze miasta − Ambrogino d'oro.
16 listopada 2011 objął stanowisko ministra kultury w rządzie, na którego czele stanął Mario Monti. Urząd ten sprawował do 28 kwietnia 2013.

## Wybrane publikacje
- Stato e corporazione: Storia di una dottrina nella crisi del sistema politico contemporaneo, 1984
- Scienza della politica, 1993
- La virtù dei migliori: le élite, la democrazia, l'Italia (wraz z Vittorio E. Parsim), 1994
- Interesse (wraz z Silviem Cotellessą), 2000
- Lo sguardo corto. Critica della classe dirigente italiana (wraz z Vittorio E. Parsim), 2001